# Big Mäc (Film)
Big Mäc (Fernsehtitel Heiße Öfen in Afrika) ist ein deutscher Roadmovie aus dem Jahr 1985, in welchem Thomas Gottschalk als Hauptdarsteller mitwirkte.

## Handlung
Bernhard „Big Mäc“ Maurer, Ex-Motorradfreak, wird nach seiner Kündigung als Musiklehrer eines Münchner Gymnasiums von der Fachzeitschrift Motorrad zum „perfekten Motorradfahrer“ gewählt. Ihm wird eine Prämie von 50.000 Dollar versprochen, wenn er es schafft, einem japanischen Team in einer Abenteuerrallye von der Zugspitze zum Kilimandscharo zuvorzukommen. Maurer sagt zu und wählt als zweiten Mann, den Techniker, seinen jungen Nachbarn Max aus. Max, für den es um einen Ausbildungsplatz geht, verletzt sich kurz vor Beginn der Rallye und muss aussetzen. Ohne Maurers Wissen übernimmt Max’ fast identisch aussehende Schwester Maxi dessen Rolle.
Auf einer halsbrecherischen Tour durch Österreich über Griechenland bis in die afrikanische Wüste kämpfen Maurer und Maxi um den Sieg. Dass die Japaner die ersten drei Etappen für sich entscheiden können, liegt nicht zuletzt an Maurers Liebe zu seiner attraktiven, japanischen Konkurrentin, die ihn immer wieder gekonnt austricksen kann.
Als das Finale naht, gibt es Turbulenzen. Maurer erfährt wegen eines Schwächeanfalles, dass Max eigentlich Maxi ist. Maxi zieht beleidigt ab und droht, nach Deutschland zurückzukehren. Zur gleichen Zeit wird das Motorrad gestohlen. Und als letztendlich auch noch ein Techniker des japanischen Teams Schlafmittel in Maurers Cocktail mischt, aus dem auch die japanische Fahrerin trinkt, scheint alles verloren. Maxi findet das Motorrad und stiehlt es zurück und nimmt die letzte Etappe zum Kilimandscharo selbst auf, auch der gegnerische Techniker fährt anstatt Hiroko selbst. Souverän geht Maxi ins Ziel und bringt den Scheck mit dem Preisgeld mit.

## Hintergründe
- Gedreht wurde in Garmisch-Partenkirchen, Istanbul, Kairo, Nairobi und Mombasa.[1]
- Der Film wurde nach der Erstausstrahlung am 4. Februar 1989 im Ersten nie wieder im Fernsehen gezeigt und zählt bis heute zu den unbekannteren Filmen von Thomas Gottschalk.
- Ein Großteil der Filmmusik wurde eigens für den Film komponiert, einige Stücke stammten jedoch aus dem Archiv der Lisa-Filmproduktion und waren bereits in anderen Filmen eingesetzt worden.

## Kritik
Der Filmdienst kritisiert: „Ein unorigineller Reise-Film auf dem geistigen und formalen Niveau eines mißlungenen Werbespots.“